# Tappen (Dakota del Norte)
Tappen es una ciudad ubicada en el condado de Kidder en el estado estadounidense de Dakota del Norte. En el censo de 2010 tenía una población de 197 habitantes y una densidad poblacional de 72,44 personas por km².

## Geografía
Tappen se encuentra ubicada en las coordenadas 46°52′18″N 99°37′38″O / 46.87167, -99.62722. Según la Oficina del Censo de los Estados Unidos, Tappen tiene una superficie total de 2.72 km², de la cual 2.72 km² corresponden a tierra firme y (0%) 0 km² es agua.

## Demografía
Según el censo de 2010, había 197 personas residiendo en Tappen. La densidad de población era de 72,44 hab./km². De los 197 habitantes, Tappen estaba compuesto por el 96.95% blancos, el 0.51% eran afroamericanos, el 0% eran amerindios, el 0% eran asiáticos, el 0% eran isleños del Pacífico, el 1.52% eran de otras razas y el 1.02% pertenecían a dos o más razas. Del total de la población el 2.54% eran hispanos o latinos de cualquier raza.